# Rudolph and Frosty's Christmas in July
Rudolph and Frosty's Christmas in July är en tecknad amerikansk film från 1979.

## Handling
Lady Borealis satte för länge sedan en förtrollning på den onde Winterbolt och placerade det sista av sina magiska krafter i den nyfödda renen Rudolfs nos.

## Om filmen
Filmen hade premiär i USA den 1 juli 1979, men visades bara i några dagar och blev en flopp.

## Röster
- Red Buttons – Milton
- Ethel Merman – Lilly Loraine
- Mickey Rooney – Jultomten
- Alan Sues – Scratcher
- Jackie Vernon – Frosty
- Shelley Winters – Crystal
- Paul Frees – Winterbolt/Jack Frost/polis
- Billie Mae Richards – Rudolf
- Harold Peary – Big Ben
- Shelby Flint – Laine
- Don Messick – Sam Spangles
- Darlene Conley – Tomtemor

### Webbkällor
- Rudolph and Frosty's Christmas in July på Internet Movie Database (engelska)